# José Colón
José Colón – gwatemalski bokser, złoty medalista Igrzysk Ameryki Środkowej i Karaibów z roku 1950.

## Kariera
W marcu 1950 roku zdobył złoty medal na Igrzyskach Ameryki Środkowej i Karaibów w Gwatemali. W finale zmierzył się z Kubańczykiem Evélio Caballero, pokonując go na punkty.